# San Isidro (Davao Oriental)
San Isidro ist eine Großraumgemeinde in der Provinz Davao Oriental und liegt auf der Insel Mindanao auf den Philippinen. Sie hat 36.032 Einwohner (Zensus 1. August 2015), die in 16 Barangays leben.
Die Gemeinde San Isidro liegt etwa 120 km südöstlich von Davao City auf der Halbinsel St. Augustin und ist über die Küstenstraße am Golf von Davao von dort zu erreichen. Die Gemeinde belegt eine Fläche von 275,42 km² und das Terrain wird dominiert von dem Gebirgszug des Hamiguitan, der bis auf 1620 Meter über dem Meeresspiegel aufsteigt.

## Barangays
Die Großraumgemeinde ist in 16 Barangays unterteilt. Davon werden 11 als ländliche und 5 als urbane Gemeinden bezeichnet.
| - Baon - Bitaogan - Cambaleon - Dugmanon - Iba - La Union - Lapu-lapu - Maag | - Manikling - Maputi - Batobato (Pob.) - San Miguel - San Roque - Santo Rosario - Sudlon - Talisay |